# غرانت مورغان
غرانت مورغان (19 يونيو 1971 في جنوب أفريقيا - ) (بالإنجليزية: Grant Morgan)‏ هو لاعب كريكت جنوب أفريقي. لعب مع Eastern Province (cricket team) ‏ ونادي الشماليين للكريكت ‏.

## وصلات خارجية
- غرانت مورغان على موقع إي آس بي آن كريك إنفو (الإنجليزية)